# Chad Power
Chad Thomas Power (* 30. Januar 1984 in Camarillo, Kalifornien) ist ein ehemaliger US-amerikanischer Schauspieler.

## Leben
Chad Power wurde im Jahre 1984 in der Stadt Camarillo im US-Bundesstaat Kalifornien geboren und wuchs dort mit seinen Eltern sowie seinem jüngeren Bruder und seiner jüngeren Schwester auf. Noch in jungen Jahren fand er den Weg in die Schauspielerei, wo er im Alter von sieben Jahren zu seinem ersten nennenswerten Einsatz in Film und Fernsehen kam. Dabei wurde er im international veröffentlichten Fernsehfilm Schlafe, mein Kind, schlafe ein in eine eher unwesentlichen Nebenrolle eingesetzt. Nachdem er 1992 in einer kleinen Nebenrolle im TV-Film Mein unsichtbarer Freund, in dem der damals elfjährige Elijah Wood eine seiner ersten Hauptrollen innehatte, kam Power noch im gleichen Jahr zu seinem Durchbruch, als er in einer Hauptrolle im Film 3 Ninja Kids zu sehen war. Durch den finanziellen Erfolg des Filmes, er nahm allein in den USA 29 Millionen Dollar ein, kam Power zu einer Reihe weiterer Engagements in Filmen und Fernsehserien. So wurde er 1993 im Film Der Tod lauert in Kairo in einer wesentlichen Nebenrolle eingesetzt und war zudem in einer Episode der nur kurzlebigen Fernsehserie Shaky Ground im Einsatz. In den Jahren 1993 und 1994 folgte für Power schließlich eine wiederkehrende Rolle in der Erfolgsserie Baywatch – Die Rettungsschwimmer von Malibu, wo er in zwei Folgen in die Rolle des Bobby Clark schlüpfte.
Nachdem er 1994 auch noch im TV-Film Couples in einer Nebenrolle in Erscheinung trat, ließ er seine Schauspielkarriere im Jahre 1995 in größeren Produktionen ausklingen. Dabei war er unter anderem in 3 Ninjas – Fight & Fury, dem dritten Teil einer vierteiligen Filmserie, erneut in der Rolle des Tum Tum im Einsatz. Der Film konnte allerdings mit einem Einspielergebnis von etwas mehr als 400.000 US-Dollar bei weitem nicht mehr an den Erfolgen seiner beiden Vorgänger anschließen. Außerdem kam Power in diesem Jahr auch noch in jeweils einer Folge von Emergency Room – Die Notaufnahme und Eine starke Familie zum Einsatz. Danach beendete er seine aktive Karriere als Schauspieler und war seitdem in keiner einzigen namhaften Produktion mehr zu sehen. Für seine Rolle im ersten Ninjas-Teil 3 Ninja Kids wurde er zusammen mit Max Elliott Slade und Michael Treanor für den Young Artist Award in der Kategorie „Outstanding Young Ensemble Cast in a Motion Picture“ nominiert, konnte sich am Ende allerdings nicht gegen den großen Cast von Hook durchsetzten, der in dieser Kategorie den Preis gewann. In den beiden anderen Ninja-Filmen kamen in der Rolle des Tum Tum die beiden Schauspieler James Paul Roeske II und James Evan Bonifant zum Einsatz.
Nach seinem Karriereende als Schauspieler besuchte Power von 1998 bis 2002 die Adolfo Camarillo High School in seiner Heimatstadt Camarillo, die auch bereits einige spätere Profisportler oder die beiden Schauspieler Hilary Van Dyke und Tom Lenk besuchten, und kam von dieser im Jahre 2002 mit einem High School Diploma ans Moorpark College ins ebenfalls in Powers Heimatcounty gelegene Moorpark. Dort schloss er seine Ausbildung im Jahre 2004 mit einem Associate Degree ab und wechselte an die California Lutheran University nach Thousand Oaks. Wie auch schon in seiner High-School- und College-Zeit, spielte der katholisch erzogene Power in den Jahren 2004 und 2005 auch an der University aktiven Football, wo er zumeist als Defensive Back und dabei zumeist auf der Position des linken Cornerbacks eingesetzt wurde. Im Jahr 2006 bzw. 2007 schloss er seine Universitätslaufbahn mit einem Associate Degree im Hauptfach „Kommunikation“ ab und startete bald darauf eine Karriere als Versicherungsagent. In dieser Tätigkeit war er längere Zeit aktiv, ehe er im November 2010 die Branche wechselte und seitdem in Newbury Park in einem Restaurant namens Holdren’s – Steaks & Seafood arbeitet.

## Filmografie
Filmauftritte (auch Kurzauftritte)
- 1991: Schlafe, mein Kind, schlafe ein (The Sitter)
- 1992: Mein unsichtbarer Freund (Day-O)
- 1992: 3 Ninja Kids (3 Ninjas)
- 1993: Der Tod lauert in Kairo (Ruby Cairo)
- 1994: Couples
- 1995: 3 Ninjas – Fight & Fury (3 Ninjas Knuckle Up)

Serienauftritte (auch Gast- und Kurzauftritte)
- 1993: Shaky Ground (1 Folge)
- 1993–1994: Baywatch – Die Rettungsschwimmer von Malibu (Baywatch, 2 Folgen)
- 1995: Emergency Room – Die Notaufnahme (ER, 1 Folge)
- 1995: Eine starke Familie (Step by Step, 1 Folge)

## Nominierungen
- 1993: Nominiert für den Young Artist Award in der Kategorie „Outstanding Young Ensemble Cast in a Motion Picture“ zusammen mit Max Elliott Slade und Michael Treanor für ihr Engagement in 3 Ninja Kids